# Смирнов, Александр Геннадьевич
Александр Геннадьевич Смирнов — конструктор изделий оборонного назначения, лауреат Государственной премии РФ в области науки и техники (2004).
Родился 17.02.1962 в г. Аша Челябинской области.
Окончил Ашинскую среднюю школу № 7 (1979, год работал там же лаборантом) и МВТУ им. Н. Э. Баумана (1986).
С 1986 г. работает в КБМ (Коломна): инженер-конструктор, заместитель начальника отдела, начальник отдела, заместитель начальника научно-технического направления, начальник научно-технического направления — главный конструктор направления по разработке переносных зенитных ракетных комплексов и пусковых установок.
Непосредственный участник и руководитель работ по созданию:
- серийного производства ПЗРК «Игла-С», комплекта аппаратуры и пусковых модулей «Стрелец» для пуска ракет ПЗРК с различных носителей,
- систем управляемого вооружения «воздух-воздух» с ракетами ПЗРК на вертолетах Ми-28Н и Ка-52,
- автономного модуля самообороны кораблей «Гибка».

При его участии выполнены работы по адаптации ракет ПЗРК на носители зарубежного производства.
Лауреат Государственной премии РФ в области науки и техники (2004) — за создание и внедрение в серийное производство переносного зенитного ракетного комплекса «ИГЛА-С».
Награждён орденами Почёта (2010) и Дружбы (2017).